# Аеродром Тревизо
Аеродром Тревизо (итал. Aeroporto di Treviso A. Canova) (IATA: TSF, ICAO: LIPH), понекад и Аеродром Венеција-Тревизо, је међународни аеродром који се налази западно-југозападно од Тревиза и приближно удаљен од града Венеције 31 км. Користе га углавном нискотарифне авио-компаније.
Неке авио-компаније незванично називају аеродром „Венеција-Тревизо“ или слично. Главни аеродром који опслужује Венецију је аеродром Марко Поло.
Аеродром је изазвао неколико спорова међу становницима због летова на малим висинама, као и близине заштићеног подручја Регионалног природног парка реке Силе. Формирано је неколико одбора против аеродрома, а питања су поставиле и цивилне организације.

## Преглед
Аеродром се налази 18 метара изнад нивоа мора. Правац писте је 07/25 са асфалтном површином. Нови терминал је отворен 2007. Име је добио по Антонију Канови, познатом италијанском вајару .
У децембру 2020. Рајанер је објавио да ће отворити нову базу на аеродрому која ће се састојати од 18 нових рута поред неколико постојећих. 

## Авио-компаније и дестинације
Следеће авио-компаније обављају редовне и чартер летове на аеродрому Тревизо: 
| Airlines | Destinations |
| -------- | --- |
| Ryanair  | Alicante, Beauvais, Birmingham, Bucharest–Otopeni, Budapest, Charleroi, Eindhoven, Gdańsk, Hahn, Kraków, London–Luton, Madrid, Málaga, Malta, Marrakesh, Marseille, Palma de Mallorca, Porto, Poznań, Prague, Riga, Santander, Seville, Sofia, Tel Aviv, Tenerife–South, Thessaloniki, Tirana, Valencia, Vilnius, Warsaw–Modlin, Wrocław Seasonal: Amman–Queen Alia (begins 28 October 2025), Chania, Corfu, Crotone, East Midlands,Kos, Menorca, Toulouse |
| Wizz Air | Bucharest–Otopeni, Iași, Tirana Seasonal: Timișoara |

## Копнени превоз

### Пут
Аеродром има четири паркинг места. Три су паркинг места за дугорочно паркирање са укупно 564 места. Испред зграде терминала налази се додатних 50 паркинг места за краткорочно паркирање.

### Аутобус
Јавни аутобуски превоз, којим управља Mobilità di Marca, повезује аеродром са железничком станицом у центру Тревиза.  Још један аутобуски превоз, који повезује летове за Wizzair и Ryanair, којим управља BARZI BUS SERVICE,  стиже до Венеције за 40 минута аутопутем. Даље аутобуске везе су доступне са аеродрома или из центра Тревиза. Дневни аутобуски превоз којим управља DRD до Љубљане преко аеродрома Марко Поло и аеродрома Трст  Јавни аутобуски превоз у оба смера од Тревиза до Падове, линија 101, обавља Mobilità di Marca. 